# Ročna prižema
Ročna prižema ali "žemar" je mehanska naprava, ki se uporablja za direktno vzpenjanje po vrvi oziroma se uporablja kot zavarovanje pri plezanju po zelo strmem terenu. Reševalne službe ga uporabljajo tudi kot zavoro za pomoč pri gorskem reševanju. 

## Delovanje sistema
Prižema deluje po sistemu napenjalnega vozla, le da je hitrejša, bolj varna in enostavnejša, le da je treba pri prižemi za razliko od vozla paziti na obtežitev le-te. Prižema ima odmikalo, ki omogoča, da se naprava prosto pomika v predvideni smeri gibanja, vendar zagotavlja trden oprijem na vrv, ko se vleče v nasprotno smer. Ima še varovalo, ki preprečuje, da bi sistem padel z vrvi, zato moramo biti previdni pri nameščanju sistema. 

## Žemar
Sopomenka "žemar" izhaja iz imena Jümar Pangit, ki je bilo podjetje v lasti Adolpha Jusija in Walterja Martija (iz Švice), ki sta izdelala prvo mehansko prižemo kot jih zdaj poznamo od leta 1958. Najstarejša prižema pa izhaja iz leta 1934 iz Francije.